# Nowe poranki
Nowe poranki (tyt.oryg. Mëngjese të reja) – albański film fabularny z roku 1980 w reżyserii Muharrema Fejzo.

## Opis fabuły
Akcja filmu rozgrywa się w pierwszych dniach po wyzwoleniu Albanii. Agron i Nora, dwoje młodych partyzantów zostaje zwolnionych ze służby i zamieszkuje w małym nadmorskim mieście. Wkrótce się pobierają, ale Nora zapada na białaczkę. Miejscowy lekarz, który dowiaduje się, że Nora reprezentuje w mieście komunistyczne władze nie chce jej udzielić pomocy.

## Obsada
- Kastriot Çaushi jako Agron
- Jetmira Dusha jako Nora
- Aleksandër Pogaçe jako lekarz
- Marta Burda jako matka
- Leonidha Heba jako Selimi
- Tinka Kurti jako służąca lekarza
- Lec Bushati jako Ligor
- Antoneta Fishta jako żona Ligora
- Filika Ujka jako żona lekarza
- Spiro Urumi jako Mamam